# Matías Alejandro Fernández
Matías Alejandro Fernández (La Plata, 23 giugno 2001) è un calciatore argentino, attaccante dell'Independiente Rivadavia in prestito dall'Excursionistas.

## Carriera
Ha iniziato a giocare a calcio nel settore giovanile del Quilmes, con cui ha firmato il primo contratto professionistico il 21 agosto 2019. Ha debuttato in prima squadra il 15 settembre seguente nell'incontro di Primera B Nacional vinto 3-1 contro l'All Boys. Nel 2021 è passato in prestito al Villa San Carlos dove ha disputato due stagioni nella terza divisione argentina. Nel 2023 è rimasto svincolato ed ha firmato con l'Excursionistas, club di quarta divisione, con cui ha centrato la promozione in Primera B Metropolitana al suo primo anno. Divenuto titolare, ha concluso il 2024 realizzando 10 reti in 37 partite che hanno consentito al club di raggiungere i play-off promozione in cui sono stati eliminati in semifinale per mano dell'Argentino (Q).
Nel gennaio del 2025 è passato in prestito all'Independiente Rivadavia, con cui ha esordito nella prima divisione argentina.

## Statistiche

### Presenze e reti nei club
Statistiche aggiornate all'11 maggio 2025.
| Stagione                | Squadra                 | Campionato              | Campionato | Campionato | Coppe nazionali | Coppe nazionali | Coppe nazionali | Coppe continentali | Coppe continentali | Coppe continentali | Altre coppe | Altre coppe | Altre coppe | Totale | Totale | Totale |
| Stagione                | Squadra                 | Comp                    | Pres       | Reti       | Comp            | Pres            | Reti            | Comp               | Pres               | Reti               | Comp        | Pres        | Reti        | Pres   | Reti   |        |
| ----------------------- | ----------------------- | ----------------------- | ---------- | ---------- | --------------- | --------------- | --------------- | ------------------ | ------------------ | ------------------ | ----------- | ----------- | ----------- | ------ | ------ | ------ |
| 2019-2020               | Quilmes                 | PBN                     | 5          | 0          | -               | -               | -               | -                  | -                  | -                  | -           | -           | -           | 5      | 0      |        |
| 2020                    | Quilmes                 | PBN                     | 1          | 0          | -               | -               | -               | -                  | -                  | -                  | -           | -           | -           | 1      | 0      |        |
| 2021                    | Quilmes                 | PBN                     | 4          | 0          | -               | -               | -               | -                  | -                  | -                  | -           | -           | -           | 4      | 0      |        |
| Totale Quilmes          | Totale Quilmes          | Totale Quilmes          | 10         | 0          |                 | -               | -               |                    | -                  | -                  |             | -           | -           | 10     | 0      |        |
| 2021                    | Villa San Carlos        | PBM                     | 16         | 2          | CA              | 1               | 0               | -                  | -                  | -                  | -           | -           | -           | 17     | 2      |        |
| 2022                    | Villa San Carlos        | PBM                     | 17         | 1          | -               | -               | -               | -                  | -                  | -                  | -           | -           | -           | 17     | 1      |        |
| Totale Villa San Carlos | Totale Villa San Carlos | Totale Villa San Carlos | 33         | 3          |                 | 1               | 0               |                    | -                  | -                  |             | -           | -           | 34     | 3      |        |
| 2023                    | Excursionistas          | PCM                     | 9          | 1          | CA              | 1               | 0               | -                  | -                  | -                  | -           | -           | -           | 10     | 1      |        |
| 2024                    | Excursionistas          | PBM                     | 37         | 10         | CA              | 1               | 0               | -                  | -                  | -                  | -           | -           | -           | 38     | 10     |        |
| Totale Excursionistas   | Totale Excursionistas   | Totale Excursionistas   | 46         | 11         |                 | 2               | 0               |                    | -                  | -                  |             | -           | -           | 48     | 11     |        |
| 2025                    | Independiente Rivadavia | PD                      | 13         | 0          | CA              | 2               | 0               | -                  | -                  | -                  | -           | -           | -           | 15     | 0      |        |
| Totale carriera         | Totale carriera         | Totale carriera         | 102        | 20         |                 | 5               | 0               |                    | -                  | -                  |             | -           | -           | 107    | 20     |        |